# Brian Tochi
Brian Keith Tochi, pseudonimo di Brian Keith Tochihara (Los Angeles, 2 maggio 1959), è un attore e doppiatore statunitense.

## Biografia
Figlio di americani di origine giapponese (internati durante la seconda guerra mondiale), venne notato da bambino mentre era nel salone da parrucchiere del padre a Beverly Hills.
Come caratterista ha preso parte a numerosi telefilm dalla seconda metà degli anni sessanta, lavorando anche a teatro. Il primo ruolo da protagonista lo ebbe nel telefilm Io e Anna, in cui interpretava il principe Chulalongkorn. In seguito prese parte al telefilm La banda dei sette assieme a Patrick Swayze.
Al cinema divenne famoso lavorando ne La rivincita dei nerds e in Scuola di polizia 3 - Tutto da rifare e Scuola di polizia 4 - Cittadini in... guardia.
Negli ultimi anni si è occupato prevalentemente di doppiaggio.

## Filmografia parziale

### Attore

#### Cinema
- 1975: Occhi bianchi sul pianeta Terra (The Omega Man), regia di Boris Sagal (1971)
- La rivincita dei nerd (Revenge of the Nerds), regia di Jeff Kanew (1984)
- Scuola di medicina (Stitches), regia di Rod Holcomb (1985)
- Scuola di polizia 3 - Tutto da rifare (Police Academy 3: Back in Training), regia di Jerry Paris (1986)
- Scuola di polizia 4 - Cittadini in... guardia (Police Academy 4: Citizens on Patrol), regia di Jim Drake (1987)
- Non mi scaricare (Forgetting Sarah Marshall), regia di Nicholas Stoller (2008)

#### Televisione
- Le strade di San Francisco (The Streets of San Francisco) - serie TV, un episodio (1973)
- La banda dei sette (The Renegades) - Serie TV, sei episodi (1983)
- Ai confini della realtà (The Twilight Zone) –serie TV, episodio 1x22 (1985)
- Star Trek: The Next Generation - serie TV, episodio 4x17 (1991)

### Doppiatore
- Il clan di Charlie Chan (The Amazing Chan and the Chan Clan) - serie animata, 16 episodi (1972) - voce
- Il re leone (The Lion King) (1994)
- I misteri di Silvestro e Titti (The Sylvester & Tweety Mysteries) - serie TV, 1 episodio (1995)
- Il principe d'Egitto (The Prince of Egypt) (1998)
- Il gigante di ferro (The Iron Giant) (1999)
- Kim Possible - serie TV, 1 episodio (2003)
- Mulan II (2004)